# 雷切尔·玛多
雷切尔·安妮·玛多（英語：Rachel Anne Maddow，/ˈmædoʊ/，1973年4月1日—）是一位美国电视主持人，時事評論員和作家。玛多主持MSNBC频道晚间节目《雷切尔·玛多秀》（The Rachel Maddow Show）。玛多是美国第一个公开自己是同性恋的黄金时段新聞主播。

## 早期的生活和教育
玛多出生于美国加利福尼亚州的Castro Valley，她的父亲是前美国空军军官Robert B. "Bob" Maddow,她出生前一年父亲辞去了军职，成为了一名律师。她的母亲是加拿大紐芬蘭-拉布拉多一所学校的管理员Elaine Maddow (娘家姓Gosse)。她有一个哥哥David。她的父亲是俄罗斯和荷兰后裔，母亲具有英格兰和爱尔兰血统。玛多曾表示，她的家庭“非常，非常天主教”。她在一个非常保守的社区内长大。玛多在高中时是一个有竞争力的运动员，曾经参加三项体育赛事。
在当地高中毕业后，她就读于史丹佛大學，一年级时，她在校报采访她时表明了自己的同性恋身份，并在报纸出版之前告诉了她的父母。1994年她获得公共政策学士学位，从斯坦福毕业时，她被授予约翰·加德纳奖学金。她也获得过罗德奖学金并于1995年在牛津大学林肯学院开始了她的研究生学习。2001年，她获得牛津大学政治学博士学位。她是美国第一个赢得了罗德奖学金的公开同性恋者。罗德奖学金是全球最难申请上的奖学金。

## 政治觀點
儘管她被媒體及評論認為是自由派的代表，2008年美國總統選舉中，梅道並未正式公開的支持任何候選人。在民主黨初選期間，梅道表示：我從未也仍然不認為自己是巴拉克·歐巴馬（Barack Obama）的支持者，不管是在專業上或實際上。
2010年3月，麻薩諸塞州的共和黨參議員斯科特·布朗（Scott Brown）臆測梅道將在2012年參選挑戰他的參議員席位，在這個假設的前提下，布朗在募款的電子郵件中表示：「麻薩諸塞州的政治機構正在尋找人來與我競選，你將不會相信他們試圖徵召誰－自由派的MSNBC主持人瑞秋·梅道。」梅道則表示布朗的臆測是錯的。在2010年3月23日的節目中，梅道表示：「我現在做的是全世界最好的工作，我沒有參選的意願。布朗在寫那封提及我名字的募款信前，沒有先來問過我是否參選，或是否計畫參選。這全部都是他自己捏造的。」即便表明了她的立場，隔天，布朗仍然告訴波士頓的廣播電台：「讓她放馬過來。」為了使事件終結，梅道在波士頓全球（The Boston Globe）登了全版廣告確認自己沒有要參選，並且要求布朗道歉。之後，梅道表示：儘管她多次的邀請，布朗拒絕上她的節目來討論這件事。最終，2012年，民主黨的伊莉莎白·華倫首次參選並擊敗尋求連任的布朗。

## 个人生活
玛多与她的伴侣艺术家Susan Mikula在麻薩諸塞州西部和纽约曼哈頓居住。她们在1999年相遇。